# Joaquim de Souza Melo (Quinzeiro Melo)
Joaquim de Souza Melo, conhecido também por Quinzeiro Melo, foi personagem importante no comercio e na vida política de sua cidade. Em homenagem a suas contribuições ao desenvolvimento de Serra Talhada tem seu nome na Câmara Municipal da cidade (Casa Joaquim de Souza Melo), possui também uma rua com seu nome.

## Filiação
Era filho legitimo de Henrique de Souza Melo e Ana Nunes de Souza, grande fazendeiro e pecuarista da região de Serra Talhada-PE, onde desenvolveu, e desde menino, dedicou-se à família e aprendeu a trabalhar na agricultura e pecuária na fazenda de seus pais. Junto com seus irmãos e genitores: O casal Henrique de Souza Melo e Ana Nunes de Souza contratou professor particular na sua própria fazenda para cultura dos seus filhos que eram 7 (sete): 5 (cinco) homens e 2 (duas) mulheres sendo eles: Antonio de Souza Melo (Tonheiro), Enoque de Souza Melo, Francisco de Souza melo (Lopinho), Joaquim de Souza Melo (Quinzeiro), João de Souza Melo, este ultimo exerceu a função de Escrivão do primeiro Cartório de Serra Talhada, as irmãs Diolinda de Souza Melo (Diola) e Maria de Souza Melo (Marice), todos casados e tiveram vários filhos.

## História
Nasceu na Fazenda Porteiras, pertencente ao município de Serra Talhada, na época chamada de Vila Bela, Estado de Pernambuco, no dia 11 de setembro de 1906 e faleceu no dia 25 de novembro de 1985, com a idade de 79 anos.
No dia 14 de fevereiro de 1928, casou-se com sua sobrinha Joana Nunes de Souza, filha legítima de José Tomé de Souza Ramos e Antonia Nunes de Souza, onde permaneceu morando na fazenda Porteiras e posteriormente na fazenda Baixo, por fim veio morar na cidade, onde logo se estabeleceu no comércio com uma mercearia, no ano de 1929, sendo que a partir daí desenvolveu-se no ramo. Passou para o ramo de tecidos e chapéus e por fim no ramo de Ferragens e materiais de Construções, sua loja era localizada na praça Dr. Sergio Magalhães, nº 695 no Centro da cidade de Serra Talhada – PE, onde conseguiu criar e educar a sua família e seus filhos.
O casal Joaquim de Souza Melo e Joana Nunes de Souza tiveram 18 (dezoito) filhos e criaram-se 10 (dez), os outros não resistiram ao parto, dos quais são eles: Luis de Souza Melo -Administrador de Empresa, Armando, Iracy e Regina de Souza Melo – Funcionários públicos estaduais, Dr. Hildebrando de Souza Melo - Médico, José de Souza Melo – Funcionário Público Federal, Antonio de Souza Melo, Maria de Souza Melo, Manoel e Rafael de Souza Melo – Comerciantes, todos casados. Tiveram vários filhos, netos e bisnetos, todos servindo muito ao nosso Estado, ao nosso município, e ao nosso Brasil.

## Contribuições
Joaquim de Souza Melo (Quinzeiro Melo), foi administrador do Patrimônio da Paróquia de Nossa Senhora da Penha, nossa Padroeira, durante 24 (vinte e quatro) anos, na época pertencente à Diocese de Pesqueira - PE, e hoje Afogados da Ingazeira –PE e que durante esse período nunca recebeu nenhuma remuneração, isto é, sempre gostou de servir a comunidade e ao município por amor e pelo progresso da cidade.
Foi vereador e secretário da câmara Municipal de Serra Talhada – PE durante 08(oito) anos, de 11 de novembro de 1947 a 1955, servindo ao município e a comunidade, e que também na época não se tinha nenhuma remuneração do cargo que exercia, como representante da família procurou com amor servir a todos os segmentos da sociedade, como representante honesto e dedicado ao desenvolvimento do município de Serra Talhada –Pernambuco.
Foi fundador e criador junto com o Dr. Gilson Nunes de Souza, do Sindicato Rural e Cooperativa Agro-Pecuária Ltda, do município, onde no Sindicato Rural, exerceu os cargos de Suplente de Delegado Representante: Secretario por duas vezes, suplente do diretório e por último, presidente do Sindicato no período de 1973 a 1983, perfazendo um total de 12 (doze) anos, também sem nenhuma remuneração; da cooperativa Agro-Pecuária Ltda, foi associado e exerceu por eleição a função de Presidente da Assembléia Geral Extraordinária e da comissão de reestruturação da cooperativa em 1983, e que depois de ter sido eleito Vice –Presidente a partir de 04 de setembro de 1983, onde acumulou também o cargo de gerente da referida cooperativa até a dada de 25 de novembro de 1985, quando ocorreu o seu falecimento. 
Foi homem voltado ao desenvolvimento da sociedade, da comunidade, do município da família com serenidade, honra, dignidade e amor à causa pública, e como gratidão e agradecimento por tudo que fez em beneficio do município, o presidente da Câmara Municipal de Serra Talhada, na época Expedito Eliodoro da Silva, e todos os vereadores que fizeram parte da Comissão de Justiça e Redação, lhes prestaram homenagem colocando e aprovando conforme a lei 643/87, o nome da nova Câmara Municipal de Serra Talhada com o seu nome: Câmara Municipal, Casa Joaquim de Souza Melo (Quinzeiro Melo).